# Парагвайски кайманов гущер
Парагвайските кайманови гущери (Dracaena paraguayensis) са вид влечуги от семейство Камшикоопашати гущери (Teiidae).
Разпространени са в саваните по границата между Бразилия и Боливия и в близките части на Парагвай.
Таксонът е описан за пръв път от бразилския херпетолог Афраниу ду Амарал през 1950 година.